# Rhys Ifans
Rhys Ifans, ursprungligen Rhys Owain Evans, född 22 juli 1967 i Haverfordwest i Pembrokeshire, är en brittisk (walesisk) skådespelare, producent och sångare.

## Biografi
Rhys Ifans växte upp i Ruthin i Denbighshire och gick på skolan Ysgol Maes Garmon, en kymriskspråkig skola i Mold. Han studerade även vid teaterskolan Theatr Clwyd. Hans modersmål är kymriska och han började använda den kymriska stavningen av sitt efternamn "bara för att försvåra". Hans bror Llŷr Evans är även han skådespelare. De spelade tillsammans i den walesiska filmen Twin Town.
Han medverkade i flera kymriskspråkiga tv-program innan han satsade på sin filmkarriär, han framträdde bland annat i Royal National Theatre i London och i Royal Exchange Theatre i Manchester. Han var även under en kort tid ledande sångare i rockbandet Super Furry Animals innan de fick nationell framgång. Men framförallt är Ifans känd från Notting Hill.
2011–2014 hade han ett förhållande med skådespelaren Anna Friel. Paret lärde känna varandra under inspelningen av miniserien Neverland.

## Filmografi

### Film
| År   | Titel                                 | Roll                                   | Noter                               |
| ---- | ------------------------------------- | -------------------------------------- | ----------------------------------- |
| 1996 | Augusti                               | Griffiths                              |                                     |
| 1997 | Twin Town                             | Jeremy Lewis                           |                                     |
| 1998 | Augustidansen                         | Gerry Evans                            |                                     |
| 1998 | The Deadness of Dad                   | Dad/Uncle Dai                          | Kortfilm                            |
| 1999 | Notting Hill                          | Spike                                  |                                     |
| 1999 | Heart                                 | Alex Madden                            |                                     |
| 1999 | Janice Beard 45 WPM                   | Sean                                   |                                     |
| 1999 | You're Dead...                        | Eddie                                  |                                     |
| 2000 | I maffians grepp                      | Pete Thompson                          |                                     |
| 2000 | Love, Honour and Obey                 | Matthew                                |                                     |
| 2000 | Kevin and Perry Go Large              | Eye Ball Paul                          |                                     |
| 2000 | The Replacements                      | Nigel Gruff                            |                                     |
| 2000 | Little Nicky                          | Adrian                                 |                                     |
| 2001 | Human Nature                          | Puff                                   |                                     |
| 2001 | Hotel                                 | Trent Stoken                           |                                     |
| 2001 | En julsaga                            | Bob Cratchit                           | Röst                                |
| 2001 | The 51st State                        | Iki                                    |                                     |
| 2001 | Sjöfartsnytt                          | Beaufield Nutbeem                      |                                     |
| 2002 | Once Upon a Time in the Midlands      | Dek                                    |                                     |
| 2003 | Danny Deckchair                       | Danny Morgan                           |                                     |
| 2004 | Vanity Fair                           | William Dobbin                         |                                     |
| 2004 | Kärlekens raseri                      | Jed                                    |                                     |
| 2005 | Chromophobia                          | Colin                                  |                                     |
| 2005 | Bland älvor och troll                 | Lysander                               | Röst i engelsk version              |
| 2005 | The Undertaker                        | The Undertaker                         | Kortfilm                            |
| 2006 | The Chocolate Bar                     |                                        | Kortfilm                            |
| 2006 | Gustaf 2                              | McBunny                                | Röst i originalversion              |
| 2007 | Four Last Songs                       | Dickie                                 |                                     |
| 2007 | Hannibal Rising - Ondskan vaknar      | Grutas                                 |                                     |
| 2007 | Elizabeth: The Golden Age             | Robert Reston                          |                                     |
| 2008 | Come Here Today                       | Alex                                   | Kortfilm                            |
| 2008 | The Informers                         | Roger                                  |                                     |
| 2009 | The Boat That Rocked                  | Gavin                                  |                                     |
| 2009 | Mr. Nobody                            | Father Nemo                            |                                     |
| 2010 | Greenberg                             | Ivan Schrank                           |                                     |
| 2010 | Mr. Nice                              | Howard Marks                           |                                     |
| 2010 | Nanny McPhee och den magiska skrällen | Phil Green                             |                                     |
| 2010 | Passion Play                          | Sam Adamo                              |                                     |
| 2010 | Harry Potter och Dödsrelikerna: Del 1 | Xenophilius Lovegood                   |                                     |
| 2010 | Exit Through the Gift Shop            | Berättare                              |                                     |
| 2011 | The Organ Grinder's Monkey            | Rhys                                   | Kortfilm                            |
| 2011 | Anonym                                | Edward de Vere, 17:e earl av Oxford    |                                     |
| 2012 | The Five-Year Engagement              | Winton Childs                          |                                     |
| 2012 | The Amazing Spider-Man                | Curt Connors/Lizard                    |                                     |
| 2013 | Another Me                            | Don                                    |                                     |
| 2014 | She's Funny That Way                  | Seth Gilbert                           |                                     |
| 2014 | Madame Bovary                         | Monsieur Lheureux                      |                                     |
| 2014 | Serena                                | Galloway                               |                                     |
| 2015 | The Marriage of Reason & Squalor      | Dr. Algernon Hertz/Helmut Mandragorass |                                     |
| 2015 | Under Milk Wood                       | Captain Cat                            | Även producent                      |
| 2015 | Len and Company                       | Len                                    |                                     |
| 2016 | Alice i Spegellandet                  | Zanik Hightopp                         |                                     |
| 2016 | Snowden                               | Corbin O'Brian                         |                                     |
| 2017 | Last Call                             | Dylan Thomas                           | Filmen hade originaltiteln Dominion |
| 2018 | The Parting Glass                     | Karl                                   |                                     |
| 2019 | Official Secrets                      | Ed Vulliamy                            |                                     |
| 2019 | Anna and Kiko                         | Kiko                                   | Röst; kortfilm                      |
| 2020 | Misbehaviour                          | Eric Morley                            |                                     |
| 2021 | La Cha Cha                            | Jeremiah                               |                                     |
| 2021 | The Phantom of the Open               | Keith Mackenzie                        |                                     |
| 2021 | The King's Man                        | Grigorij Rasputin                      |                                     |
| 2021 | Spider-Man: No Way Home               | Curt Connors/Lizard                    | Röst                                |
| 2023 | Fiona                                 |                                        | Kortfilm                            |
| 2023 | Nyad                                  | John Bartlett                          |                                     |
| 2023 | Mother, Couch                         | Gruffudd                               |                                     |

### TV
| År        | Titel                    | Roll           | Noter                         |
| --------- | ------------------------ | -------------- | ----------------------------- |
| 1989      | Slac yn Dynn             |                |                               |
| 1991      | Spatz                    | Dave           | 2 avsnitt                     |
| 1993      | Nightshift               |                | 1 avsnitt                     |
| 1993      | Rhag Pob Brad            | Meirion        | TV-film                       |
| 1995      | Screen Two               | Kevin          | 1 avsnitt                     |
| 1996      | Shakespeare Shorts       | Macbeth        | 1 avsnitt                     |
| 1997      | The Sin Eater            | The Sin Eater  | TV-kortfilm                   |
| 1997      | Brottet och straffet     | Michael Dunn   | 2 avsnitt                     |
| 1999      | Hooves of Fire           | Head Elf       | Röst; TV-film                 |
| 2004      | Not Only But Always      | Peter Cook     | TV-film                       |
| 2007      | Annually Retentive       | Rhys Ifans     | 1 avsnitt                     |
| 2008      | The Last Word Monologues | Hugh           | 1 avsnitt                     |
| 2008      | A Number                 | Salter's Sons  | TV-film                       |
| 2011      | Neverland                | Jimmy Hook     | Miniserie; samtliga 2 avsnitt |
| 2012      | The Corrections          | Gitanas        | TV-film                       |
| 2013      | Playhouse Presents       | Chris          | 1 avsnitt                     |
| 2013–2014 | Elementary               | Mycroft Holmes | 7 avsnitt                     |
| 2016–2019 | Berlin Station           | Hector DeJean  | 24 avsnitt                    |
| 2021      | Temple                   | Gubby          | 6 avsnitt                     |
| 2022–     | House of the Dragon      | Otto Hightower |                               |

### Musikvideor
| År   | Titel                                                   | Roll         |
| ---- | ------------------------------------------------------- | ------------ |
| 1996 | Super Furry Animals: "Hometown Unicorn"                 | Bag Man      |
| 1996 | Super Furry Animals: "God! Show Me Magic"               | Announcer    |
| 1997 | Catatonia: "Mulder and Scully"                          |              |
| 2000 | Tom Jones och Stereophonics: "Mama Told Me Not to Come" |              |
| 2005 | Oasis: "The Importance of Being Idle"                   | Billy Fisher |